# Beto Albuquerque
Luiz Roberto de Albuquerque (Passo Fundo, 6 de enero de 1963), conocido como Beto Albuquerque, es un abogado y político brasileño. Es vicepresidente nacional de Relaciones Gubernamentales del PSB, presidente del directorio del partido en Río Grande del Sur y secretario-general de la Coordinación Socialista Latino-Americana (CSL).
Fue diputado federal por el PSB de Río Grande del Sur por cuatro mandatos consecutivos. El día 19 de agosto de 2014, fue escogido por el PSB para ser el candidato a vicepresidente en coalición con Marina Silva. La elección fue oficializada el 20 de agosto. En el 1º turno de la elección, quedó con 21% de los votos válidos, terminando en 3º lugar y no consiguiendo ir al 2º turno.
En las elecciones 2018, Beto Albuquerque intentó ser el candidato más votado de Río Grande del Sur como Senador pero no consiguió ser elegido para el cargo, quedando en tercer lugar con el porcentaje del 16,23% de los votos.

## Familia y orígenes
Beto Albuquerque es hijo de Telmo Lopes de Albuquerque y Vanir Teresinha Turra de Albuquerque. Casado con Daniela, tuvo cuatro hijos: Rafael, Pietro, Nina y Luca.
Empezó a trabajar a los 15 años como empleado en la empresa Zaffari. Con su padre, aprendió mecánica y ejerció la profesión incluso después de ingresar en la Facultad de Derecho de la Universidad de Passo Fundo (UPF), de la que se graduó. Fue en la universidad donde Beto comenzó su militancia política presidiendo el Directorio Académico América Latina Libre de 1984 a 1985 (durante el curso de Historia), y el Directorio Central de Estudiantes en 1986. Dirigió la Asociación Passo-Fundense para la Defensa de los Consumidores (Apadecon) de 1987 a 1990 y la Juventud Franciscana en el Estado. Fue miembro fundador del Movimiento por la Justicia y los Derechos Humanos en la región de Passo Fundo.

## Carrera política
En 1988, Beto Albuquerque intentó ser concejal en la Cámara Municipal de Passo Fundo. Fue uno de los candidatos a concejal más votados, pero no se eligió a causa de ser suplente. En 1990, se candidato por primera vez a diputado estatal en Río Grande del Sur por el Partido Socialista Brasileño (PSB), electo como el tercer diputado más votado por la coalición Frente Popular. En 1994, se reeligió para la Asamblea Legislativa y en 1998 llegó a la Cámara de  Diputados.
En 1998, fue elegido diputado federal y poco después fue invitado por el entonces gobernador Olívio Dutra a incorporarse a la secretaría del Estado. Fue Secretario  de Transportes de Rio Grande del Sur desde enero de 1999 hasta el 5 de abril de 2002, cuando retomó su cargo en la Cámara de Diputados.
En 2002, fue reelegido en su cargo como diputado. Asumió como miembro titular de la Comisión de Viaje y Transportes (CVT). En septiembre de 2003, asumió también el cargo de presidente del Frente Parlamentario en Defensa del Tráfico Seguro, integrada por 210 diputados federales. Porr invitación del  entonces presidente Lula, se hizo vice-líder del gobierno federal en la Cámara de los Diputados en 2003, cargo en el cual permaneció hasta el final del mandato del presidente.
Desde 2003 fue señalado en una investigación anual del Departamento Intersindical de Asesoría Parlamentaria (DIAP) como uno de los 100 parlamentarios más influyentes del Congreso Nacional. En 2006, el sitio Congresso em Foco también señaló a Beto Albuquerque como uno de los 25 parlamentarios con mejor desempeño. En octubre del mismo año, fue reelegido diputado federal con 174.774 votos, un 38,32% más que en las elecciones anteriores.

A partir de 2007, pasó a ser diputado en el Parlamento del Mercosur, como miembro titular, cargo que ejerció hasta finales de 2010, así como presidente del Frente Parlamentario en Defensa del Tráfico Seguro. 
En 2004, se candidató a alcalde de Porto Alegre, obteniendo 24.588 votos (3,04%), quedando en 7º lugar entre 9 candidatos.
En 2007, fue elegido el segundo mejor parlamentario del país, en una investigación del sitio Congresso em Foco, en opinión de los periodistas y por votación popular en Internet. En 2008 y 2010, Beto volvió a ser elegido por los periodistas como uno de los mejores parlamentarios
En 2006, Beto tuvo tres leyes sancionadas por el presidente Lula. Dos de ellos mejoraron el Código de Circulación brasileño (CTB) y otro concedió al municipio de Passo Fundo el título de Capital Nacional de la Literatura. En 2009 se sancionó la ley de su autoría que estableció la Semana Nacional de Movilización para la Donación de Médula Ósea -del 14 al 21 de diciembre- y, en 2010, la ley que creó el Fondo Nacional para la Tercera Edad. Este año se aprobó otra ley que otorga a São Leopoldo el título de Cuna de la Colonización Alemana en Brasil.
En 2010, Beto Albuquerque fue reelegido para un cuarto mandato consecutivo, con 200.476 votos. Por invitación del gobernador electo Tarso Genro, Beto pidió una licencia para asumir la Secretaría de Infraestructura y Logística de Río Grande del Sul, cargo que ocupó hasta diciembre de 2012, cuando retomó su mandato en la Cámara de Diputados.
En enero de 2013, Beto fue elegido por unanimidad líder del PSB en la Cámara de Diputados. En marzo, fue elegido para la presidencia del PSB de Rio Grande del Sur.
En enero de 2014, Beto fue reelegido, por consenso, para el liderazgo del PSB en la Cámara para el año 2014.
En agosto de 2014, tras la muerte del candidato presidencial Eduardo Campos, Beto Albuquerque fue elegido como candidato a la vicepresidencia, junto con la candidatura de Marina Silva a la presidencia de la República. El 5 de octubre, él y Marina Silva quedaron en tercer lugar en la primera vuelta con más de 22 millones de votos.